# 凱瑟尼斯
凱瑟尼斯（英語：Caithness；蘇格蘭蓋爾語： [ˈkal̪ˠɪv]），是英国蘇格蘭舊時設置的一個郡，也是一個郡尉轄區，位於大不列顛島東北端，1975年成為高地地區的一部分。這裡有着豐富的古代遺跡，現存100多個蘇格蘭石塔（不列颠铁器时代遺留的一種石制塔形建築物，發現於蘇格蘭地區），占所有已發現的蘇格蘭石塔的一半以上。
凱瑟尼斯最初被诺斯人稱為（凱特尼斯），其中“凱特”是對一支皮克特人部落的稱呼（參见凱特王國），而“尼斯”則為古諾斯語中的“岬角”（突入海中的尖形陸地）之意，“凱特尼斯”意即“凱特人（居住）的岬角”。後來該名稱被英語借入，演變為“凱瑟尼斯”。

## 外部連結
- 维基共享资源上的相關多媒體資源：凱瑟尼斯
- 凱瑟尼斯社區網站（页面存档备份，存于）
- 凱瑟尼斯方言（页面存档备份，存于）
- 蘇格蘭語言中心的凱瑟尼斯方言（页面存档备份，存于）
- 凱瑟尼斯藝術網站（页面存档备份，存于）
- 卡斯爾敦（Castletown）社區議會網站（页面存档备份，存于）
- 卡斯爾敦遺產協會（页面存档备份，存于）
- 鄧尼特（Dunnet）和卡尼斯貝（Canisbay）社區委員會（页面存档备份，存于）
- 梅伊城堡網站
- 辛克萊吉爾尼戈城堡
- 凱瑟尼斯論壇（页面存档备份，存于）
- 另一個凱瑟尼斯社區論壇 （页面存档备份，存于）
- 凱瑟尼斯史前石塔計劃 （页面存档备份，存于）

58°25′N 3°30′W / 58.417°N 3.500°W